# Nysius caledoniae
Nysius caledoniae är en insektsart som beskrevs av William Lucas Distant 1920. Nysius caledoniae ingår i släktet Nysius och familjen fröskinnbaggar. Inga underarter finns listade i Catalogue of Life.